# Xã Atkinson, Quận Carlton, Minnesota
Xã Atkinson (tiếng Anh: Atkinson Township) là một xã thuộc quận Carlton, tiểu bang Minnesota, Hoa Kỳ. Năm 2010, dân số của xã này là 406 người.